# Brian Aherne
Brian Aherne, nasceu William Brian de Lacy Aherne (2 de maio de 1902 – 10 de fevereiro de 1986) foi um ator britânico de teatro e cinema, que encontrou sucesso em Hollywood.
Ele nasceu em Kings Norton, Inglaterra e morreu em Veneza, Estados Unidos.

## Filmografia
| Filmes    | Filmes                        | Filmes                     | Filmes                                                           |
| Ano       | Título                        | Personagem                 | Notas                                                            |
| --------- | ----------------------------- | -------------------------- | ---------------------------------------------------------------- |
| 1924      | The Eleventh Commandment      | Norman Barchester          |                                                                  |
| 1925      | The Squire of Long Hadley     | Jim Luttrell               |                                                                  |
| 1925      | King of the Castle            | Colin O'Farrell            |                                                                  |
| 1926      | Safety First                  | Hippocrates Rayne          |                                                                  |
| 1927      | A Woman Redeemed              | Geoffrey Maynefleet        |                                                                  |
| 1928      | Shooting Stars                | Julian Gordon              |                                                                  |
| 1928      | Underground                   | Bill                       |                                                                  |
| 1930      | The W Plan                    | Duncan Grant               |                                                                  |
| 1931      | Madame Guillotine             | Louis Dubois               |                                                                  |
| 1933      | The Song of Songs             | Richard Waldow             |                                                                  |
| 1933      | The Constant Nymph            | Lewis Dodd                 |                                                                  |
| 1934      | The Fountain                  | Lewis Allison              |                                                                  |
| 1934      | What Every Woman Knows        | John Shand                 |                                                                  |
| 1935      | I Live My Life                | Terence "Terry" O'Neill    |                                                                  |
| 1935      | Sylvia Scarlett               | Michael Fane               |                                                                  |
| 1936      | Beloved Enemy                 | Dennis Riordan             |                                                                  |
| 1937      | The Great Garrick             | David Garrick              |                                                                  |
| 1938      | Merrily We Live               | E. Wade Rawlins            |                                                                  |
| 1939      | Juarez                        | Maximilian I of Mexico     |                                                                  |
| 1939      | Captain Fury                  | Capt. Michael Fury         |                                                                  |
| 1940      | Vigil in the Night            | Dr. Robert S. Prescott     |                                                                  |
| 1940      | My Son, My Son!               | William Essex              |                                                                  |
| 1940      | The Lady in Question          | Andre Morestan             |                                                                  |
| 1940      | Hired Wife                    | Stephen Dexter             |                                                                  |
| 1941      | The Man Who Lost Himself      | John Evans / Malcolm Scott |                                                                  |
| 1941      | Smilin' Through               | Sir John Carteret          |                                                                  |
| 1941      | Skylark                       | Jim Blake                  |                                                                  |
| 1942      | My Sister Eileen              | Robert Baker               |                                                                  |
| 1942      | A Night To Remember           | Jeff Troy                  |                                                                  |
| 1943      | Forever and a Day             | Jim Trimble                |                                                                  |
| 1943      | First Comes Courage           | Capt. Allan Lowell         |                                                                  |
| 1943      | What a Woman!                 | Henry Pepper               |                                                                  |
| 1946      | The Locket                    | Dr. Harry Blair            |                                                                  |
| 1948      | Smart Woman                   | Robert Larrimore           |                                                                  |
| 1948      | Angel on the Amazon           | Anthony Ridgeway           | Título alternativo: Drums Along the Amazon The Jungle Wilderness |
| 1953      | I Confess                     | Willy Robertson            |                                                                  |
| 1953      | Titanic                       | Capt. Edward John Smith    |                                                                  |
| 1954      | Prince Valiant                | Rei Arthur                 |                                                                  |
| 1954      | A Bullet Is Waiting           | David Canham               |                                                                  |
| 1956      | The Swan                      | Carl Hyacinth              |                                                                  |
| 1959      | The Best of Everything        | Fred Shalimar              |                                                                  |
| 1961      | Susan Slade                   | Stanton Corbett            |                                                                  |
| 1963      | Lancelot and Guinevere        | Rei Arthur                 | Título alternativo: Sword of Lancelot                            |
| 1964      | The Cavern                    | Gen. Braithwaite           |                                                                  |
| 1967      | Rosie!                        | Oliver Stevenson           | (último filme)                                                   |
| Televisão |                               |                            |                                                                  |
| Ano       | Título                        | Personagem                 | Notas                                                            |
| 1950      | Armstrong Circle Theatre      |                            |                                                                  |
| 1950–1953 | Robert Montgomery Presents    | Phillip Armstrong          | 3 episódios                                                      |
| 1951      | Pulitzer Prize Playhouse      |                            | 1 episódio                                                       |
| 1951–1953 | Lux Video Theatre             | Mr. Don/Reggie             | 2 episódios                                                      |
| 1955      | General Electric Theater      | Tafferty                   | 1 episódio                                                       |
| 1955      | Producers' Showcase           | Rudolf Maximilian          | 1 episódio                                                       |
| 1955–1956 | Crossroads                    | Cataldo                    | 3 episódios                                                      |
| 1956      | Climax!                       | David                      | 1 episódio                                                       |
| 1956      | Cavalcade of America          | John Kirk                  | 1 episódio                                                       |
| 1959      | Goodyear Theatre              | James Rupert/James Spencer | 1 episódio                                                       |
| 1960      | The Twilight Zone             | Booth Templeton            | 1 episódio                                                       |
| 1961      | Rawhide                       | Woolsey                    | 1 episódio                                                       |
| 1961      | Wagon Train                   | Lord Bruce Saybrook        | 1 episódio                                                       |
| 1963      | The Wonderful World of Disney | Johann Strauss Sr.         | 2 episódios                                                      |